# Василівська сільська рада (Синельниківський район)
| Василівська сільська рада — колишній орган місцевого самоврядування у Синельниківському районі Дніпропетровської області з адміністративним центром у с. Василівка-на-Дніпрі. Сільській раді були підпорядковані населені пункти: - с. Василівка-на-Дніпрі - с. Воронове - с. Мар'ївка - с. Ненаситець |

## Склад ради
Рада складалася з 14 депутатів та голови.

## Керівний склад сільської ради
| ПІБ                          | Основні відомості                                                                     | Дата обрання | Дата звільнення |
| ---------------------------- | ------------------------------------------------------------------------------------- | ------------ | --------------- |
| Пасько Наталія Володимирівна | Сільський голова, 1965 року народження, освіта, позапартійна                          | 26.03.2006   | 31.10.2010      |
| Пасько Наталія Володимирівна | Сільський голова, 1965 року народження, освіта середня загальна, член Партії регіонів | 31.10.2010   |                 |

Примітка: таблиця складена за даними джерела